# Saint-Martin (stanice metra v Paříži)
Saint-Martin je uzavřená stanice pařížského metra na linkách 8 a 9 na hranicích 3. a 10. obvodu v Paříži. Nachází se mezi stanicemi Strasbourg – Saint-Denis a République pod Boulevardem Saint-Martin. Stanice je návštěvníkům přístupná pouze ve Dnech kulturního dědictví.

## Historie
Stanice byla otevřena 5. května 1931 na lince 8 jako součást úseku Richelieu – Drouot ↔ Porte de Charenton a 10. prosince 1933 na lince 9 při prodloužení do Porte de Montreuil.
Od stanice Richelieu – Drouot začíná stavebně velmi zajímavý úsek, kde souběžně vedou pod sebou linky 8 a 9, které se v prostoru stanice Saint-Martin dostanou na stejnou úroveň a poté ústí do podzemního nádražního komplexu pod Place de la République, kde se stýkají s dalšími třemi linkami 3, 5 a 11.
2. září 1939 byla stanice, tak jako i mnohé jiné, uzavřena z důvodu vypuknutí války a následné mobilizace zaměstnanců. Stanice nakonec zůstala trvale zavřená, neboť leží příliš blízko sousední stanice Strasbourg – Saint-Denis.
Stanice sloužila v minulosti k ubytování bezdomovců, v současnosti část stanice využívá Armáda spásy už pouze přes den k péči o bezdomovce.
V roce 2008 byl přístup na nástupiště zazděn.

## Název
Jméno stanice je odvozeno od názvu ulice Boulevard Saint-Martin.